# Gagea sivasica
Gagea sivasica är en liljeväxtart som beskrevs av Hamzaoglu. Gagea sivasica ingår i Vårlökssläktet och i familjen liljeväxter.
Artens utbredningsområde är Turkiet. Inga underarter finns listade.